# 刘昊威
刘昊威，创立了CAA建筑事务所。作为中国新生代建筑师代表，他被授予英国皇家建筑师协会（RIBA）特许注册建筑师，美国建筑师学会（AIA）国际会员，也是中国美术家协会建筑艺术委员会委员，浙江大学宁波研究院客座教授。

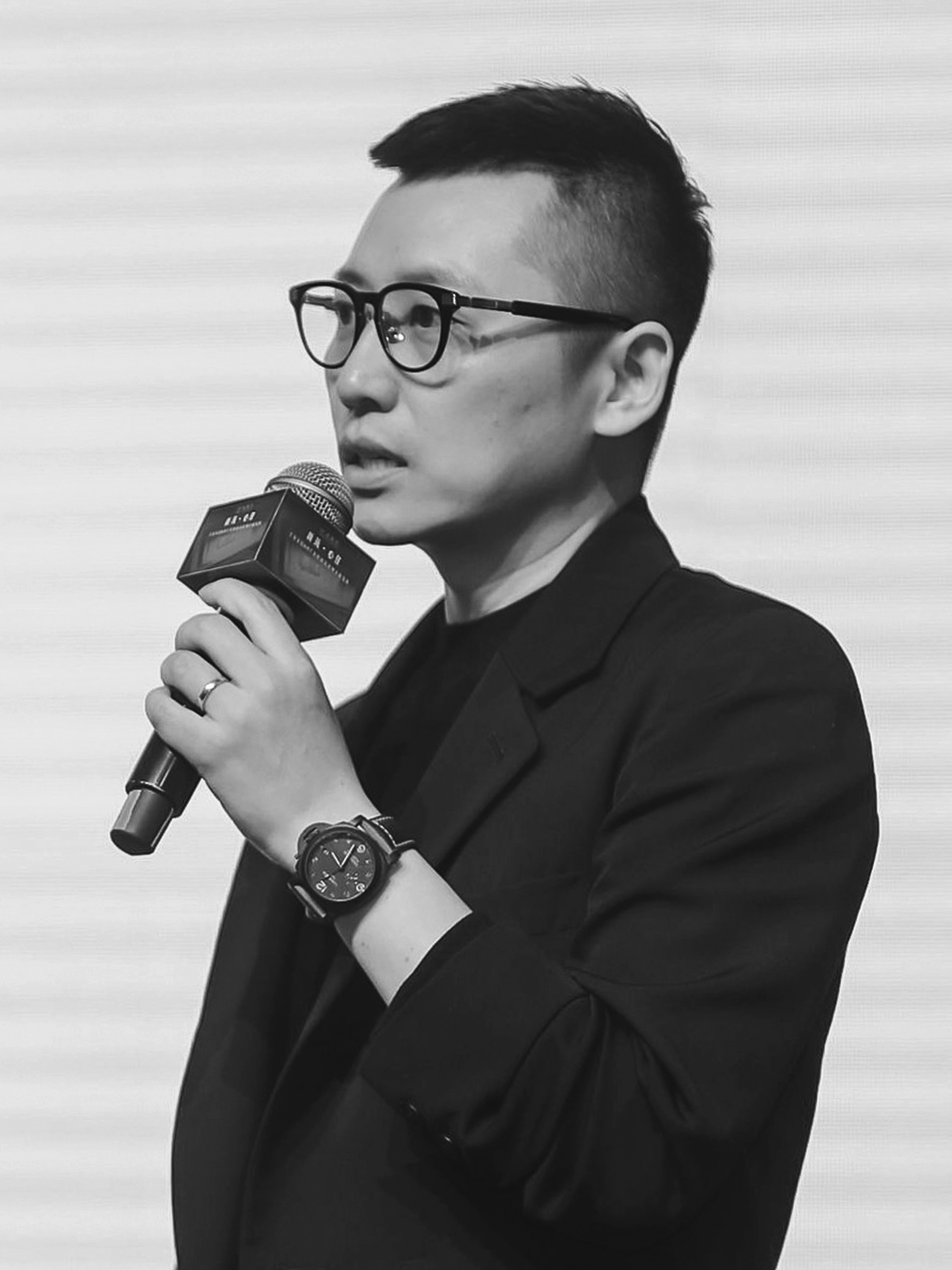
刘昊威

## 奖项
刘昊威曾获得过众多国际建筑奖项，其中包括美国MUSE设计奖铂金奖，AMP美国建筑大师奖，WA Awards世界建筑社群奖，英国BUILD建筑设计奖，美国IDA设计奖， 法国凡尔赛建筑奖，全球未来设计奖，世界设计奖，GDA德国国家设计奖，Dezeen Awards设计奖等等。